# Katharina Katzenmaier
Katharina Katzenmaier, de son nom de religieuse sœur Theodolinde (née le 24 avril 1918 à Heppenheim, morte le 5 août 2000 à Mannheim) est une moniale bénédictine allemande, auparavant résistante au nazisme.

## Biographie
Katharina Katzenmaier va à l'école primaire jusqu'en 1925 puis à la Liebfrauenschule, école de la Congrégation de Jésus, à Bensheim. À partir de 1937, elle est élève de l'école d'assistance sociale d'Altdorf bei Nürnberg. Elle travaille pendant deux ans en tant qu'assistante médicale à l'hôpital municipal de Bensheim. Par la suite, elle est formée à Fribourg-en-Brisgau jusqu'en 1942 en tant qu'assistante pastorale. En mai 1942, elle trouve un emploi dans la paroisse Saint-Boniface à Püttlingen.
Elle s'engage contre le nazisme. Elle dénonce l'euthanasie et déclare qu'elle ne croit pas en la "victoire finale". Elle est donc repérée par la Gestapo. Le 21 juillet 1943, elle est arrêtée et emmenée à la prison de Lerchesflur. Elle est interrogée plusieurs fois sans être accusée. Elle reste en détention conservatoire et emmenée au camp de concentration de Ravensbrück le 22 octobre 1943. Vers la fin de la guerre, elle est dans une marche de la mort. Au début du mois de mai 1945, elle est libérée par des soldats soviétiques et, avec deux compagnes d'infortune, revient à Heppenheim en septembre 1945. Sa mère la soigne pendant six mois.
Elle suit une formation d'enseignante à Darmstadt-Jugenheim et intègre à l'automne 1947 l'université Johannes Gutenberg de Mayence, où elle étudie la théologie, la philosophie et la psychologie. Elle cesse ses études. Le 1er novembre 1949, elle devient religieuse chez les bénédictines de Sainte-Lioba (de)  à Fribourg et prend le nom en religion de Theodolinde. Jusqu'en 1983, elle travaille comme assistante pastorale, catéchiste et professeur de religion, à partir de 1973 à Mannheim. Jusqu'en 1990, elle continue à enseigner en tant qu'institutrice à Mannheim et dans les environs.
Elle est impliquée dans le Lagergemeinschaft Ravensbrück à partir des années 1960 et appartient à partir de 1974 au conseil d'administration de cette association d'anciens prisonniers. Elle décrit ses expériences dans le camp de concentration lors de conférences devant des classes d'école et publiques. En 1996, elle publie un ouvrage autobiographique intitulé Du camp de concentration au couvent.